# Sandtaucher
Die Sandtaucher (Trichonotus) (Gr.: thrix, -ikos = Haar, noton = Rücken) sind eine Gattung barschverwandter Meeresfische. Sie kommen küstennah im tropischen Indopazifik und im Roten Meer vor.

## Merkmale
Sandtaucher werden elf bis 22 Zentimeter lang. Ihr Körper ist extrem langgestreckt, bandförmig und von relativ großen Rundschuppen bedeckt. Der Querschnitt ist rund bis aufrecht oval. Rücken- und Afterflosse sind lang. Die ersten Strahlen der Rückenflosse sind bei männlichen Fischen einiger Arten fadenförmig verlängert, reichen bis hinter die Körpermitte und werden als Signal verwendet. Das Seitenlinienorgan zieht sich genau entlang der Körpermitte. Die Schuppen entlang des hinteren Teils der Seitenlinie haben tiefe v-förmige Kerben. Das Maul ist groß und mit kleinen spitzen Zähnen besetzt, der Unterkiefer steht weit vor. Die Bauchflossen werden von einem Stachel und fünf Weichstrahlen gestützt. Einige Arten können ihre Augen unabhängig voneinander bewegen. Die Augen werden oberseits von einigen verlängerten Schuppen bedeckt.

## Lebensweise
Die Fische leben in Gruppen im Flachwasser ab einer Tiefe von fünf Metern und ernähren sich ein bis drei Meter über dem Meeresboden schwebend von Zooplankton. Dabei übersteigt die Anzahl der Weibchen die der Männchen. Wahrscheinlich haben diese einen Harem aus mehreren Weibchen. Bei Revierstreitigkeiten spreizen die Männchen zum Imponieren ihre Rückenflossenstacheln und die fächerförmigen Bauchflossen weit ab. Tragen sie diese an den Körper angelegt, sind sie kaum von den Weibchen zu unterscheiden.
Fühlen sich Sandtaucher bedroht, so tauchen sie blitzschnell kopfüber in den sandigen Meeresboden ein. Anschließend drehen sie sich im Boden in einem Bogen um, um an einer anderen Stelle nur mit den Augen wieder hervorzuschauen.
Über ihre Fortpflanzung ist fast nichts bekannt. Im Roten Meer laichen sie in der Morgendämmerung. Man vermutet, dass sie keine Brutpflege betreiben.

## Systematik
Die Sandtaucher wurden in der Vergangenheit zur polyphyletischen Unterordnung der Drachenfische (Trachinoidei) gezählt, einem Taxon, das in modernen Systematiken nicht mehr verwendet wird. Mitte 2015 ermittelte ein Forscherteam sie mit Mitteln der vergleichenden DNA-Analyse als Schwestergruppe der Gobioidei (Grundelartige i. e. S.) und ordnete sie der Ordnung Gobiiformes (Grundelartige i. w. S.) zu.

## Arten

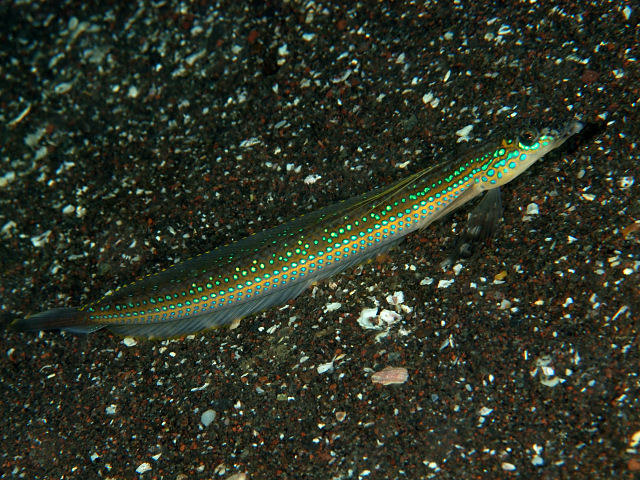
Trichonotus setiger

- Trichonotus arabicus Randall & Tarr, 1994
- Trichonotus blochii Castelnau, 1875
- Trichonotus cyclograptus (Alcock, 1890)
- Trichonotus elegans Shimada & Yoshino, 1984
- Trichonotus filamentosus (Steindachner, 1867)
- Trichonotus halstead Clark & Pohle, 1996
- Trichonotus marleyi (Smith, 1936)
- Trichonotus nikii Clark & von Schmidt, 1966
- Trichonotus setiger Bloch & Schneider, 1801
- Trichonotus somaliensis Katayama, Motomura & Endo, 2012